# Alvin Stoller
Alvin Stoller, né le 7 octobre 1925 à New York et mort à Los Angeles le 19 octobre 1992, est un batteur de jazz américain.

## Biographie
Né à New York, il a pour professeur de batterie Henry Adler (en) et commence sa carrière avec des big bands dirigés par Benny Goodman, Tommy Dorsey, Harry James et Charlie Barnet. Il a notamment accompagné des chanteurs tels que Billie Holiday, Mel Tormé, Frank Sinatra, Ella Fitzgerald, Duke Ellington ou Sam Woodyard. À partir du moment où Frank Sinatra a commencé à enregistrer avec Capitol Records, en 1953, Stoller devient son percussionniste préféré et apparaît sur presque tous les enregistrements de Sinatra jusqu'en 1958.
Il épouse le 23 septembre 1951 l'actrice Mary Hatcher.

## Discographie (extrait)
Avec Georgie Auld
- In the Land of Hi-Fi with Georgie Auld and His Orchestra (en) (EmArcy, 1955)

Avec Buddy Bregman
- Swinging Kicks (Verve, 1957)

Avec Bing Crosby et Buddy Bregman
- Bing Sings Whilst Bregman Swings (Verve, 1956)

Avec Sammy Davis Jr
- It's All Over but the Swingin' (Decca, 1957)

Avec Harry Edison
- Sweets (en) (Clef, 1956)
- Gee Baby, Ain't I Good to You (en) (Verve, 1957)

Avec Roy Eldridge
- Dale's Wail (Clef, 1953)
- Urbane Jazz (Verve, 1955) with Benny Carter

Avec Ella Fitzgerald, Louis Armstrong et Russell Garcia Orchestra
- Porgy and Bess (Verve, 1958)

Avec Coleman Hawkins
- Coleman Hawkins and Confrères (en) (Verve, 1958)

Avec Phineas Newborn Jr
- While My Lady Sleeps (RCA Victor, 1957)

Avec Pete Rugolo
- The Original Music of Thriller (Time, 1961)
- Ten Trumpets and 2 Guitars (Mercury, 1961)

Avec Mel Torme
- Mel Torme Sings Fred Astaire  (Bethlehem, 1956)

Avec Herb Ellis, Oscar Peterson et Jimmy Giuffre
- Ellis in Wonderland  (Norgran, 1956)